# 맥도널 더글러스
맥도넬 더글러스(McDonnell Douglas)는 미국의 항공우주 제조회사이자 방위 산업체였다. 여러 종류의 유명한 상업용, 군용 항공기를 생산했던 이 회사는 1967년, 맥도널사와 더글러스사의 인수·합병으로 설립되었다. 본사는 미주리주 세인트루이스의 램버트 세인트 루이스 국제 공항에 위치했으며, 비법인 자회사인 맥도널 더글러스 테크니컬 서비스 컴퍼니(MDTSC)가 미주리주 세인트 루이스 카운티에 위치했다.
맥도널 더글러스는 만성적인 자금난으로 인해 1997년 경쟁사였던 보잉에 인수 합병되었다.

## 배경

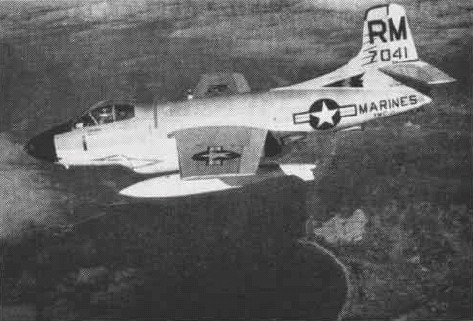
더글러스 F3D 스카이나이트

맥도널 더글러스는 1967년 제임스 스미스 맥도널과 도널드 윌스 더글러스 두 사람의 회사가 합병되면서 탄생하였다. 두 업체의 창업자는 모두 스코틀랜드 혈통으로, MIT를 졸업한 후 항공기 제조회사인 글렌 L. 마틴 컴퍼니에서 일한 경험이 있다.
더글러스는 자신의 회사를 설립하기 전까지 글랜 마틴사에서 수석 엔지니어(chief engineer)로 일했다. 그는 1920년대 초 로스 앤젤레스에서 재정적 후원자인 데이비드 데이비스(David Davis)와 함께 데이비스 더글러스 컴퍼니(Davis-Douglas Company)를 설립했다. 이후 데이비스가 회사를 떠나면서 1921년 사명을 더글러스 에어크래프트 컴퍼니로 변경했다.
맥도널은 1926년 위스콘신주 밀워키에서 J.S. 맥도널 앤 어소시에이츠(J.S. McDonnell & Associates)를 설립했다. 그는 가족 단위로 사용할 수 있는 개인용 항공기를 만드려는 구상을 갖고 있었다. 그러나 1929년 대공황으로 인해 그 구상은 실현되지 못했고 사업은 실패했다. 이후 그는 세 곳의 회사에서 일했고, 그 중 1933년에 세 번째로 옮겨 간 회사가 글렌 마틴 컴퍼니였다. 그는 1938년 마틴사를 떠나 미주리주 세인트루이스 외곽의 램버트 필드(Lambert Field)에서 맥도널 에어크래프트를 설립하여 다시금 항공기 사업에 뛰어 들었다.
제2차 세계 대전은 더글러스사에게 큰 기회가 되었다. 더글러스사는 1942년부터 1945년까지 약 3만여 대에 이르는 항공기를 생산했고 고용된 노동자 수는 16만 명에 이르렀다. 전쟁이 끝나자 정부의 군수물자 주문이 끊기고 항공기 공급 과잉 상태가 지속되면서 두 회사는 모두 어려움을 겪었다.

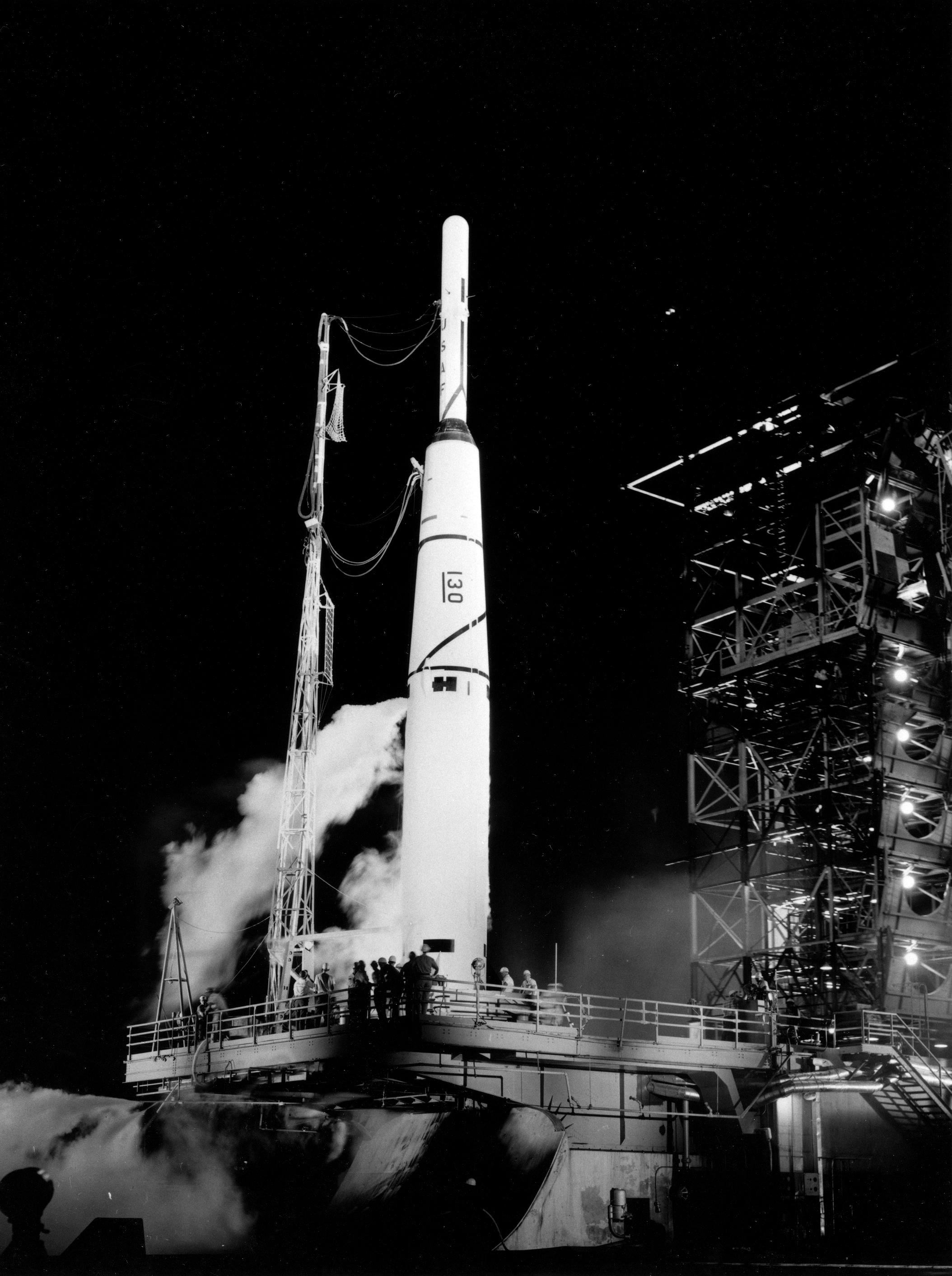
플로리다주 케이프커내버럴에서 파이어니어 1호를 탑재한 토르 에이블의 모습.

종전 후 더글러스사는 1946년 DC-6, 1953년 DC-7과 같은 신기종 항공기를 지속적으로 개발했다. 더글러스사는 제트 추진 기술을 개발, 군용기에 이를 먼저 적용했다. 이에 따라 1948년 재래식의 F3D 스카이나이트가, 그리고 1951년에는 제트 추진 기술이 더욱 향상된 F4D 스카이레이가 생산되기 시작했다. 1955년 미해군 최초의 제트 추진 폭격기인 더글러스사의 A4D 스카이호크가 도입되었다. 제2차 세계대전의 에식스급 항공모함에서 운용되도록 설계된 스카이호크는 작고, 안정적이고,튼튼한 항공기였다. 이 기종의 여러 변형 모델이 이후 약 50년간 미해군에서 지속적으로 운용되었고, 그 후에도 2개 조종석 버전의 제트 추진 연습기로 널리 사용되었다.

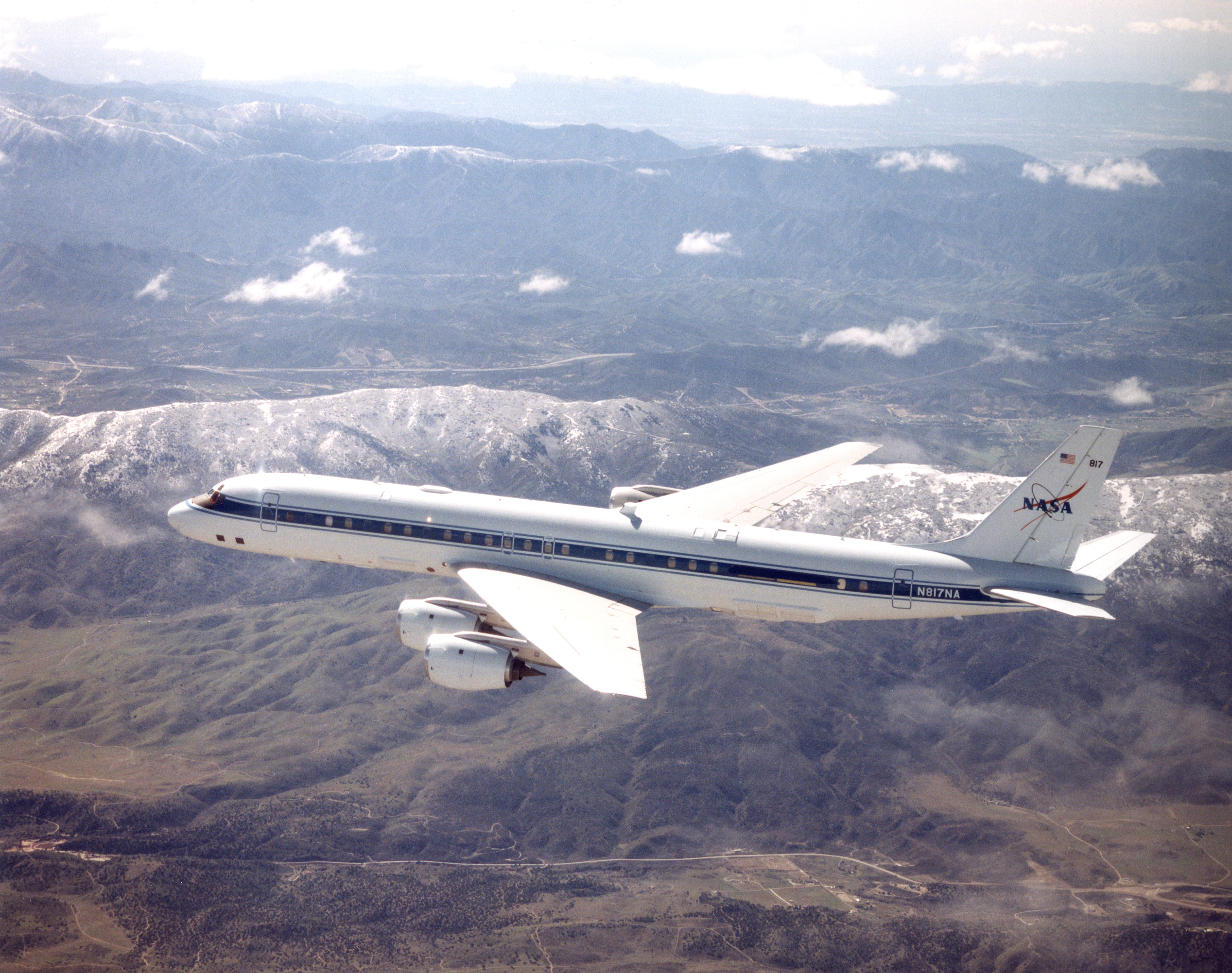
더글러스 DC-8

더글러스사는 상업용 제트 추진 항공기도 생산했다. 1958년 생산된 DC-8이 그런 것으로, 이는 보잉 707과 경쟁하기 위해 만들어졌다.

## 제작 항공기

### 군용기
- F-4 팬텀 (맥도넬사에서 개발 시작)
- F-15 이글
- 해리어 II (BAe와 공동 개발)
- F/A-18 호넷
- T-45
- C-17

### 민항기
- DC-9 (더글러스사에서 개발 시작)
- DC-10
- MD-11
- MD-80 Series
- MD-90
- MD-95 (보잉사에 인수 이후 보잉 717로 개명)

### 헬리콥터
- AH-64 아파치
- MD 500
- MD 600
- MD Explorer

### 기타
- AGM/RGM/UGM-84 하푼
- 스카이랩